# Live Earth
Live Earth (укр. Жива Земля) — світовий музичний фестиваль, спрямований на підтримку кампанії з охорони довкілля та зупинення глобальних кліматичних змін. Є частиною програми Save Our Selves («Врятуємо себе самі»), ініційованої борцем із глобальним потеплінням, колишнім віце-президентом США Альбертом Гором. До акції підключилися міжнародні зелені організації, багато зелених партій та екологічні організації.

## Фестиваль у 2007 році

### Підготовка до фестивалю
Для демонстрації у перервах між виступами артистів організаторами фестивалю було знято 60 короткометражних фільмів та 30 рекламних роликів. Вони були присвячені екологічні проблеми планети та можливим методам їхнього вирішення.
Для електроживлення концертів використовувалася енергія з відновлюваних джерел, електростанцій, які працюють на сонячній енергії та біопаливі. Транспорт, що використовувався, працював на екологічно чистому пальному.
Усі прибутки від концертів надійшли на рахунок неприбуткової організації «Альянс захисту клімату», головою якої є Альберт Гор.
Фінансову підтримку музичного марафону забезпечив діловий партнер Гора — американський фінансист та організатор концертів Кевін Уолл.

### Місця проведення фестивалю

Місця проведення фестивалю

Концерти фестивалю пройшли 7 липня 2007 року на всіх шести континентах Землі:
- Азія — Токіо і Кіото (Японія), Шанхай (Китай),
- Австралія — Сідней (Австралійський Союз)
- Африка — Йоганнесбург (ПАР)
- Європа — Лондон (Велика Британія), Гамбург Німеччина)
- Північна Америка — Нью-Йорк і Вашингтон (США)
- Південна Америка — Ріо-де-Жанейро (Бразилія)
- Антарктида — дослідницька станція «Ротера» (Британська антарктична територія)

### Проведення концертів
Перший концерт відбувся у Токіо, на якому виступив Алберт Гор. Надалі концерти пройшли в інших куточках планети.
На фестивалі виступили приблизно 150 найвідоміших зірок світової поп- і рок-сцени. Разом із ними виступали десятки відомих місцевих виконавців. На Live Earth поряд з добре відомими публіці композиціями виконувалися також пісні, написані для фестивалю.
В Антарктиді гурт «Нунатак» (з ескімоської — вершина скелі, що виступає з льоду) з п'яти науковців виступила перед 20 працівниками британської антарктичної місії.
Прямі виступи демонструвалися цілодобово багатьма каналами різних країн світу (в Україні виступи показував канал «Тоніс»), радіо та в Інтернеті. За оцінками організаторів, концерти подивилися або прослухали близько двох мільярдів людей.

## Скасований концерт у Мумбаї в 2008 році
Наступний фестиваль Live Earth India мав відбутися 7 грудня 2008 року в індійському місті Мумбаї. Але через терористичні акти в Мумбаї, що відбулися 26-29 листопада 2008 року і в яких загинуло 195 людей, 295 отримали поранення, організатори скасували концерт.

## Заяви про проведення другого фестивалю
На Всесвітньому економічному форумі в Давосі у 2015 році американський співак, репер і композитор Фаррелл Вільямс разом з Альбертом Гором зробили заяву про намір провести фестиваль 18 червня цього ж року. Подібна заява була зроблена на цьому форумі і у 2016 році.

## Цікаві факти
- Деякі критики вказують, що перельоти великої кількості зірок із супроводом і обладнанням на неекологічному транспорті ніяк не посприяла боротьбі з проблемою глобального потепління.
- Під час концерту в Лондоні на відновленому стадіоні «Вемблі» Мадонна разом із солістом гурту Gogol Bordello Євгеном Гудзем виконали відомий хіт співачки La Isla Bonita[en] поєднаний з циганською піснею Lele Pala Tute з репертуару Гоголя.
- Під час концерту в Лондоні телеканал BBC, який транслював його в прямому ефірі без купюр, отримав багато скарг від глядачів через те, що музиканти під час виступу на сцені використовували нецензурні вислови[3].